# Автошлях Т 1817
Автошля́х Т 1817 — автомобільний шлях територіального значення у Рівненській області. Пролягає територією Дубровицького, Сарненського, Костопільського та Рівненського районів через Бережницю — Городець — Степань — Деражне — Клевань — до перетину з М06. Загальна довжина — 130,5 км.